# Zbroja
Zbroja (с пол. Доспехи) — авторская песня польского исполнителя Яцека Качмарского.

## История написания
Песня была написана 22 апреля 1982 года в период военного положения в Польше в качестве гимна Конфедерации Независимой Польши в Гданьске. При создании Качмарский вдохновлялся «Турецким маршем» Людвига Ван Бетховена. «Zbroja» наравне с песнями «Obława» и «Mury» стала одним из неофициальных гимнов «Солидарности» и в целом оппозиции коммунистическому режиму в Польше, а также одной из самых известных песен Качмарского. Песня исполнялась в начале каждого выпуска радио-передачи «Четверть часа с Качмарским» на Радио Свободная Европа.

## Содержание
Основной мотив песни — доспехи, которые сначала мешают герою, ведь они слишком велики для него («W wykutej dla giganta potykam się co krok…» — «В выкованных для гиганта доспехах я спотыкаюсь на каждом шагу»), но скоро он осознаёт их пользу и приспосабливается к ним («Że czuję jak wymaga I każe rosnąć mi» — «Я чувствую, как они призывают меня расти»). Доспехи сохраняют героя в борьбе с врагом, ведь они — «броня нашей памяти» («Pamięci pancerz nasz!»). Идея песни объяснена самим автором во время частного концерта в Мюнхене в 1986 году: 
Это символ нашей памяти, нашей верности нашим принципам. Не важно, что с нами случится, не важно, что делают наши враги — у нас всегда есть кольчуга нашей памяти и традиций, которая защищает наши жизнь и голову. У нас больше нет меча и оружия, но она всегда нас поддерживает и будет поддерживать.